# Santa Maria de l'Aldea
Santa Maria de l'Aldea és una ermita de l'Aldea inclosa a l'Inventari del Patrimoni Arquitectònic de Catalunya.

## Descripció
És una ermita feta de petites pedres irregulars sense desbastar, després arrebossada i coberta a dues aigües. La façana principal, obra renaixentista del segle xvii, està dividida en tres cossos, el central més ample i llarg, està rematat amb un frontó triangular amb un òcul i a sobre d'aquest hi ha una creu de pedra. És una façana força austera, on els únics elements decoratius són la porta amb unes pilastres adossades flanquejant-la que sustenten un entaulament fictici i el nínxol, avui buit, que té just al damunt. Una mica més amunt trobem encara una finestra, força gran i rectangular. També a la zona dels peus, al cos dret de la façana, hi ha un campanar d'espadanya.
De l'obra fundacional, però, únicament en resta la part posterior de l'edifici, és a dir, els dos contraforts semicirculars adossats a la paret de pedra. Avui dia hi ha altres edificis adossats a l'església d'època posterior.
És destacable també una torre quadrangular, lleugerament atalussada, situada a uns pocs metres de l'església. Està feta a base de petits carreus de pedra sense desbastar i encara avui conserva els merlets i algunes espitlleres. Aquesta torre la tenim documentada ja el 1575, en un document de Felip II.

## Història
Aquesta església està dedicada a santa Maria; ja la trobem documentada el 1161. Aleshores la ciutat depenia de Tortosa, fet que canvia el 1359, quan passa a dependre de l'abat de Benifassà. Malgrat tot, el 1368, el comú de Tortosa decideix de col·laborar a les obres de l'edifici. Hem de dir, però, que el recinte no va rebre un culte fort fins al segle xvii, quan comencen els romiatges dels tortosins per demanar pluja. D'aquest mateix moment n'és la façana renaixentista. Al segle xviii fou reconstruïda i ampliada. La torre ha estat datada del segle xii i fou reconstruïda també al segle xviii.
Cal esmentar l'existència d'un mil·liari, trobat a l'interior de l'ermita, que podria ser d'època clàudia (c. 44 dC). Si això fos cert, seria la constatació de l'existència d'una ruta romana litoral, paral·lela a la Via Augusta que es dibuixava a l'interior.